# Primoriális

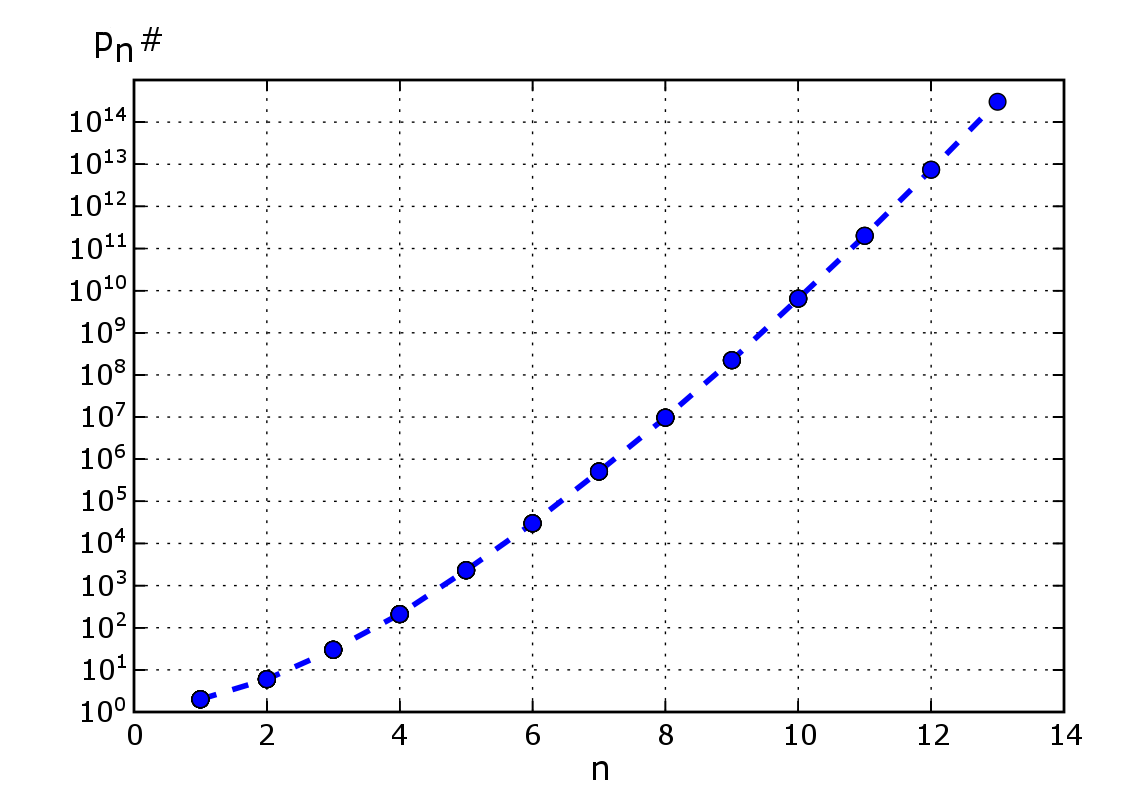
p_{n}# n függvényében, logaritmikus skálán

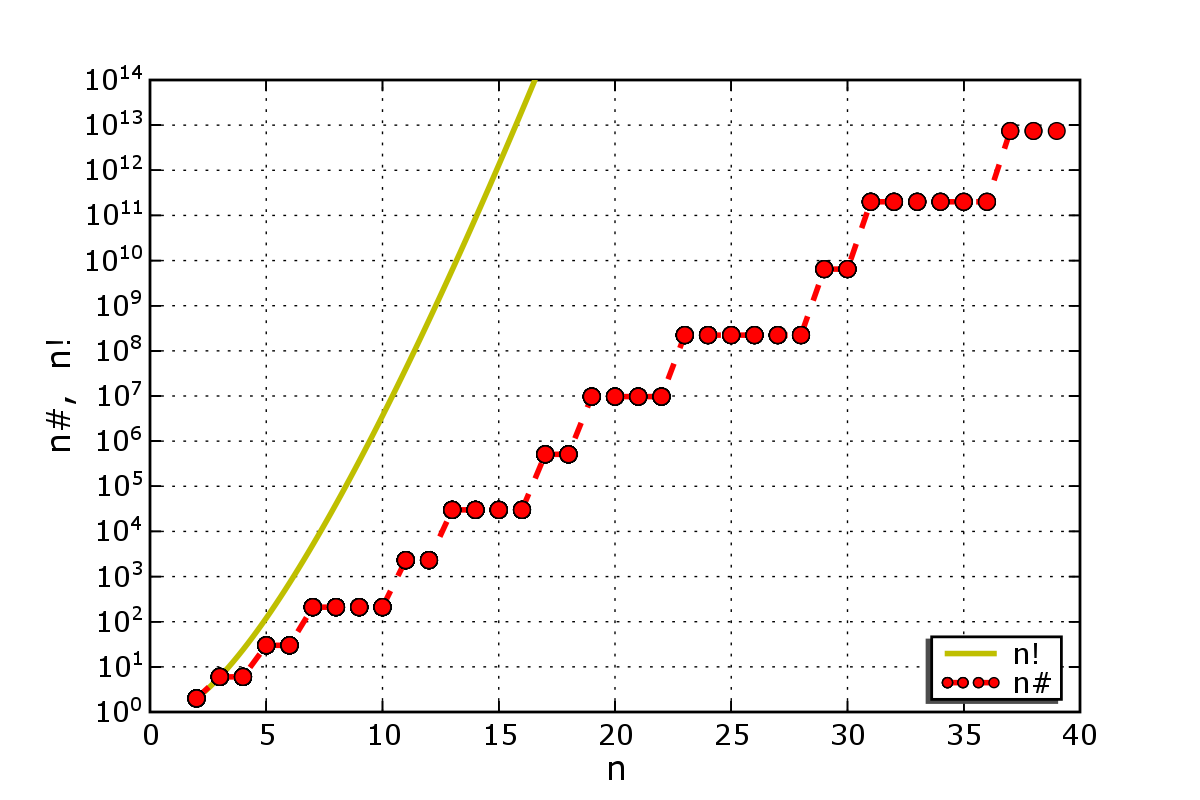
n# n függvényében (piros pöttyök), n!-hoz hasonlítva, logaritmikus skálán

A számelmélet területén a primoriális (angolul: primorial) olyan természetes számokon értelmezett függvény, ami nagyon hasonlít a faktoriálishoz, de ahelyett, hogy a pozitív egész számokat szorozná össze sorban (egy adott korlátig), csak egymásutáni prímszámokon fut végig.
A primoriálisnak két inkonzisztens (azaz egymással összeférhetelen) definíciója létezik:
- az első a függvény argumentumát a prímszámok sorozatának indexeként értelmezi (így a függvény szigorúan monoton növekvő);
- a második az argumentumot az összeszorzandó prímszámok felső határaként értelmezi (így a függvény monoton növekvő).

Általában ez utóbbit szokták használni.
A Harvey Dubnernek tulajdonított primoriális elnevezés a prímszámokra utal, hasonlóan ahhoz, ahogy a faktoriális a faktorokra.

## Definíció prímszámokra
Ha az n-edik prímszámot pn-nel jelöljük, akkor a pn# primoriálist az első n prímszám szorzataként határozzuk meg:
{\displaystyle p_{n}\#=\prod _{k=1}^{n}p_{k}.}
Például p5# az első 5 prímszám szorzatának felel meg:
{\displaystyle p_{5}\#=2\cdot 3\cdot 5\cdot 7\cdot 11=2310}.
Az első hat pn# primoriális:
1, 2, 6, 30, 210, 2310 (A002110 sorozat az OEIS-ben).
A sorozat tartalmazza üres szorzatként a p0# = 1 értéket is.
Aszimptotikusan a pn# primoriálisok a
{\displaystyle p_{n}\#=e^{(1+o(1))n\log n}} képlet szerint nőnek,
ahol {\displaystyle o(\cdot )} a kis ordó jelölés.

## Definíció természetes számokra
Általánosságban, pozitív n egészekre is definiálható az n# primoriális, méghozzá az n-nél nem nagyobb prímek produktumaként:
{\displaystyle n\#=\prod _{i=1}^{\pi (n)}p_{i}=p_{\pi (n)}\#}
ahol {\displaystyle \pi (n)} a prímszámláló függvény (A000720 sorozat az OEIS-ben), ami az n-nél nem nagyobb prímek számát adja meg.
Ez a formula ekvivalens a következő rekurzív definícióval:
{\displaystyle n\#={\begin{cases}1&{\text{ha }}n=0{\text{ vagy }}n=1,\\n\cdot (n-1)\#&{\text{ha }}n{\text{ prímszám}},\\(n-1)\#&{\text{ha }}n{\text{ összetett szám}}.\end{cases}}}
Például a 12# a 12-nél nem nagyobb prímszámok szorzatát jelképezi:
{\displaystyle 12\#=2\cdot 3\cdot 5\cdot 7\cdot 11=2310.}
Mivel {\displaystyle \pi (12)=5}, ez a következőképp is számítható:
{\displaystyle 12\#=p_{\pi (12)}\#=p_{5}\#=2310.}
Tekintsük az első 12 természetes szám primoriálisát:
1, 2, 6, 6, 30, 30, 210, 210, 210, 210, 2310, 2310.
Látható, hogy összetett n-ekre az n# megegyezik az őt megelőző (n − 1)# értékével. A fenti példában 12# = p5# = 11#, mivel 12 összetett szám.
Az első Csebisev-függvény éppen az n# természetes alapú logaritmusát határozza meg:
{\displaystyle \vartheta (n)\mathrel {\stackrel {{\text{def}}\scriptstyle }{=}} \sum _{p\leq n}\ln p=\ln {\Bigl (}\prod _{p\leq n}p{\Bigr )}=\ln(n\#).}
Ugyanakkor nagy n értékekre {\displaystyle \vartheta (n)} a lineáris n függvényt közelíti. Tehát:
{\displaystyle \ln(n\#)\sim n\Longleftrightarrow n\#\sim e^{n}.}
Az elgondolás, hogy minden ismert prímszámot egymással össze kell szorozni, felmerül a prímszámok végtelenségére vonatkozó több bizonyításban is, ahol ennek segítségével látják be egy másik prímszám szükségképpeni létezését.

## Alkalmazásai és tulajdonságai
A primoriálisok fontos szerepet töltenek be az egymástól ugyanakkora távolságra lévő prímszámok keresésében. Például a 2236133941 + k×23# kifejezés a k = 0, 1, ..., 13 értékekre egy csupa prímszámból álló 14 tagú számtani sorozatot határoz meg (mely 5136341251-gyel végződik). A 15 és 16 tagú számtani prímsorozatok között is gyakran 23# a differencia.
Minden erősen összetett szám primoriálisok szorzataként áll elő (pl. 360 = 2·6·30). Minden primoriális ritkán tóciens szám. Minden primoriális praktikus szám.
A primoriálisok négyzetmentesek és mindegyikük több egyedi prímtényezővel rendelkezik a nála kisebb számoknál. Minden n primoriálisra a {\displaystyle \phi (n)/n} tört – ahol {\displaystyle \phi } az Euler-függvény – kisebb, mint bármely nála kisebb egész esetében.
Bármely teljesen multiplikatív számelméleti függvényt (olyan {\displaystyle f\colon \mathbb {N} \rightarrow \mathbb {C} } függvényet, amelyre {\displaystyle f(ab)=f(a)f(b),\forall a,b\in \mathbb {N} }) meghatároznak a primoriálisoknál felvett értékei, hiszen a prímeken felvett értékei meghatározzák a függvényt, ami pedig a szomszédos primoriálisok értékeinek elosztásával megkapható.
A primoriális alapú számrendszerek (nem összetévesztendőek a primoriális számrendszerekkel) jellemzője, hogy az ismétlődő szakaszos törtek ritkábban fordulnak elő, mint az alacsonyabb alapszámú számrendszerekben.

## Megjelenése
A Riemann-féle zéta-függvény 1-nél nagyobb pozitív egészekben vett értéke kifejezhető a primoriálisok és a {\displaystyle J_{k}(n)} Jordan-függvény segítségével:
{\displaystyle \zeta (k)={\frac {2^{k}}{2^{k}-1}}+\sum _{r=2}^{\infty }{\frac {(p_{r-1}\#)^{k}}{J_{k}(p_{r}\#)}},\quad k=2,3,\dots }

## Primoriálisok táblázata
| n  | n#      | pn | pn#                         |
| -- | ------- | -- | --------------------------- |
| 0  | 1       | –  | 1                           |
| 1  | 1       | 2  | 2                           |
| 2  | 2       | 3  | 6                           |
| 3  | 6       | 5  | 30                          |
| 4  | 6       | 7  | 210                         |
| 5  | 30      | 11 | 2310                        |
| 6  | 30      | 13 | 30030                       |
| 7  | 210     | 17 | 510510                      |
| 8  | 210     | 19 | 9699690                     |
| 9  | 210     | 23 | 223092870                   |
| 10 | 210     | 29 | 6469693230                  |
| 11 | 2310    | 31 | 200560490130                |
| 12 | 2310    | 37 | 7420738134810               |
| 13 | 30030   | 41 | 304250263527210             |
| 14 | 30030   | 43 | 13082761331670030           |
| 15 | 30030   | 47 | 614889782588491410          |
| 16 | 30030   | 53 | 32589158477190044730        |
| 17 | 510510  | 59 | 1922760350154212639070      |
| 18 | 510510  | 61 | 117288381359406970983270    |
| 19 | 9699690 | 67 | 7858321551080267055879090   |
| 20 | 9699690 | 71 | 557940830126698960967415390 |

## Fordítás
- Ez a szócikk részben vagy egészben a Primorial című angol Wikipédia-szócikk ezen változatának fordításán alapul.  Az eredeti cikk szerkesztőit annak laptörténete sorolja fel. Ez a jelzés csupán a megfogalmazás eredetét és a szerzői jogokat jelzi, nem szolgál a cikkben szereplő információk forrásmegjelöléseként.